# Asociace profesionálních fotografů České republiky
Asociace profesionálních fotografů České republiky, (zkráceně APF ČR), (anglicky: Association of Professional Photographers of the Czech Republic) je organizace sdružující profesionální fotografy z České republiky.

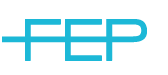
Logo Federation of European Photographers, které je APF ČR členem

APF ČR je členem Federation of European Photographers.

## Historie a činnost asociace
Asociace byla založena 22. ledna 1990. Na jejím založení se podíleli bývalí členové Fondu výtvarných umělců a Svazu výtvarných umělců, aby v nových podmínkách zastupovala české profesionální fotografy. Organizační strukturu asociace tvoří pětičlenná správní rada a tříčlenná kontrolní komise. Asociace si rovněž vytváří pomocné orgány jakým je například přijímací komise nebo porota pro udělování ceny Osobnost české fotografie. Asociace svolává jednou ročně Valnou hromadu svých členů. Hlavním příjmem asociace jsou příspěvky členů. V roce 2017 měla asociace více než 100 členů. Asociace hájí zájmy svých členů, získává granty na společné projekty a výstavy, vytváří doporučení k honorářové politice profesionálních fotografů a zajišťují komunikaci a spolupráci s obdobnými mezinárodními organizacemi ve světě z nichž nejvýznamnější je Federace evropských fotografů, anglicky Federation of European Photographers (zkráceně FEP) a Světová rada profesionálních fotografů, (zkráceně WCPP).
Asociace organizuje výstavy svých členů, které jsou obvykle monotematické a žánrově zaměřené např. na krajinu, akt, architekturu, zátiší, portrét a pod. V roce 2018 se uskutečnila výstava Tělo jako znak, v předchozích letech se uskutečnily výstavy: Detail, Výběr I, Výběr II, Individuality v dokumentu, Praha, Reklama a další. Ke všem výstavám byly vydány katalogy. Asociace rovněž vydává nebo zaštiťuje knihy o českých fotografech a fotografické praxi.
Jednou z nových činností asociace je vydávání Almanachů tj. uměleckých signovaných tisků v limitované sérii. V úvodním textu pro první Almanach napsal významný český pedagog, prof. Miroslav Vojtěchovský: „Almanach prací členů Asociace profesionálních fotografů České republiky nevnímáme jako mezník, ale spíše pokus navázat na někdejší znamenitou tradici, na léta dynamického rozvoje fotografického hnutí v naší zemi, jako snahu prokázat, že fotografové soustředění v „Asociaci“ ani přes jejich momentální komplikovanou profesní situaci nezapomínají na to, že je k fotografii přivedla touha po sebevyjádření, touha přistupovat k fotografii jako k modernímu vizuálnímu prostředku mezilidské komunikace.“
Almanach I byl vydán v návaznosti na výstavu asociace Výběr I v roce 2013. Na samostatných listech je v něm zastoupeno svými pracemi 25 fotografů, vybraných Petrem Zhořem a Rudolfem Jungem. Almanach II navazuje na výstavu asociace Detail z roku 2015. Jsou zde práce 20 předních českých fotografů, vybraných Zdeňkem Lhotákem a Janem Neubertem. Poslední Almanach III je vydán v roce 2018 a navazuje na asociační výstavu Tělo jako znak. Dvacet šest autorů pod výběrem Vladimíra Kozlíka a Zdeňka Lhotáka je zastoupeno originálními, signovanými tisky svých prací. Koordinátor projektu Marian Beneš, grafická úprava Jakub Konupka, tisk FOMEI Collection Baryta MONO 290.  Jednotlivé fotografie jsou adjustovány ve speciálně vyrobených deskách.
Zastoupení autoři: Marian Beneš, Vladimír Birgus, Magdalena Bláhová, Dorothea Bylica, Karel Došek, Bohumil Eichler, Miloš Fic, Jaroslav Fišer, Hana Hamplová, Jiří Hanke, Jaroslav Hejzlar, František Heusler, Hana Hrnčířová, Dominika Hrubá, Bořivoj Hořínek, Josef Husák, Ondřej Chmel, Blanka Chocholová, František Chrástek, Jiří Jírů, Rudolf Jung, Aleš Jungmann, Daniel Kaifer, Olga Kalašová, Jiří Kovanic, Vladimír Kozlík, Ivan Král, Dominika Kubišová, Mária Kudasová, Zdeněk Lhoták, Vít Mádr, Pavel Mára, Petr Moško, Jan Neubert, Dagmar Pavlíková, Jan Pohribný, Stanislav Pokorný, Rudo Prekop, Pavel Rydl, Pavel Rychtařík, Roman Sejkot, Petra Skoupilová, Hana Major Sládková, Vasil Stanko, Milan Šusta, Jiří Tondl, Milena Valušková, Miroslav Vojtěchovský, Jiří Všetečka, Petr Zhoř.

## Členství
Členem asociace může být každý fotograf, pro kterého je fotografie zdrojem příjmů nebo absolvoval vyšší a vysokoškolské odborné vzdělání v oboru fotografie. Kromě absolventů specializovaných škol na fotografii je potřeba, aby uchazeč o členství předložil přijímací porotě ucelený soubor fotografií, který má, jako celek, jasnou vypovídající hodnotu. Fotografie v souboru musí být určitým způsobem provázány a soubor by měl gradovat. Snímky musí být očíslovány a seřazeny tak, aby byl vidět záměr autora, co tématem zamýšlel. Hodnotí se nejen fotografická úroveň, ale i adjustace fotografií, celková formální úroveň prací a profesionální řemeslné a umělecké vyznění celého souboru. Profesionalita není pouze v tom snímky nafotografovat, hraje zde důležitou roli i jejich konečné zpracování. Komise hodnotí kvalitu práce a zejména výrazný rukopis autora, jasnou přidanou hodnotu, kterou autor do díla ze sebe sama vložil.

## Cena Osobnost české fotografie
APF uděluje od roku 2003 cenu „Osobnost české fotografie“, která je určena fotografovi, fotografickému pedagogovi, kurátorovi, teoretikovi fotografie, galeristovi či vydavateli, který v průběhu kalendářního roku zásadním způsobem přispěje ke kvalitě, rozvoji nebo propagaci české tvůrčí fotografie u nás či v zahraničí. Uděluje také cenu „Osobnost české fotografie – za dlouhodobý přínos fotografii“, jež je určena osobnosti, která dlouhodobě, zásadním způsobem přispěla ke kvalitě, rozvoji nebo propagaci české tvůrčí fotografie u nás či v zahraničí.V roce 2017 byla cena rozšířena o kategorii Publikace roku a Kalendář roku.
První cenu Osobnost české fotografie získal v roce 2003 Josef Koudelka, Osobností české fotografie 2004 byl porotou vybrán kurátor Jaroslav Anděl, Osobností české fotografie 2005 se stala kurátorská dvojice Vladimír Birgus a Jan Mlčoch. V roce 2006 byla cena poprvé rozdělena do dvou kategorií, které lépe pokrývají jednotlivé specifické oblasti fotografie – na cenu Osobnost české fotografie, kterou získal fotograf Jiří Stach a na cenu Osobnost české fotografie – za dlouhodobý přínos fotografii, jejímž držitelem se stala historička fotografie Anna Fárová. V roce 2007 byli oceněni Jindřich Štreit a Miroslav Vojtěchovský, v roce 2008 Dana Kyndrová a Pavel Dias. V roce 2019 byl oceněn Jan Reich a Jiří Všetečka, v roce 2010 to byl Viktor Kolář a Antonín Dufek. V roce 2011 byli oceněni Jan Pohribný a Jiří Hanke. V roce 2012 ocenění získali Dita Pepe a Ivan Pinkava. V r. 2013 to byli Eva Fuková a Karel Kerlický. V roce 2014 Jovan Dezort a za dlouhodobý přínos Antonín Kratochvíl. Za rok 2015 doc. Pavel Mára a za dlouhodobý přínos dlouholetý ředitel galerie G4 v Chebu Zbyněk Illek. Za rok 2016 ceny získali Jaroslav Kučera a za dlouhodobý přínos Jiří Havel, v kategorii Publikace byla porotou vybrána monografie Jiřího Bartoše a kategorii Kalendář roku kalendář Jana Pohribného pro firmu Panflex. Za rok 2017 získali ocenění Libuše Jarcovjaková a Markéta Luskačová. V kategorii publikace roku byla vybrána kniha Válka za studena autora Josefa Mouchy a cenu za kalendář roku získal kalendář s názvem "3 x 4", vytvořený studenty Vysoké školy kreativní komunikace (VŠKK) a vyšší odborné a střední školy reklamní a umělecké tvorby Michael.

## Titul Kvalifikovaný evropský fotograf (QEP)
Federace evropských fotografů (FEP) se v evropském měřítku stará o sjednocení kvalifikace profesionálních fotografů podle jednotlivých kategorií. Vytvořila systém udělování kvalifikačních certifikátů ve třech úrovních: European Photographer (EP), Qualified European Photographer (QEP) a Master Qualified European Photographer (MQEP). Jednotlivé národních evropské asociace mohou své členy přihlásit k posouzení jejich prací do výběrového řízení pro získání jednoho z výše uvedených titulů. Výběrové řízení se provádí dvakrát ročně. Je k němu potřeba připravit monotematický soubor 12 fotografií 50 x 40 cm, který uceleně reprezentuje profesionální a tvůrčí schopnosti jednotlivých uchazečů. Přihlášce předchází doporučující posouzení souboru na úrovni národní asociace. Čeští fotografové získali podle oficiálních webových stránek FEP do roku 2017 dva tituly MQEP a 17 titulů QEP z nichž 10 členů asociace má své soubory fotografií publikovány na webových stránkách FEP.

## Word Photographic Cup
Federace evropských fotografů (FEP), Profesionální fotografové Ameriky (PPA), United Asian Professional Photography (UAPP) a Australian Institute of Professional Photography (AIPP), každoročně vyhlašují prestižní celosvětovou soutěž World Photographic Cup o nejlepší národní tým složený z profesionálních fotografů.
Soutěží se v kategoriích: Portrét, Svatba, Komerční fotografie (tato kategorie zahrnuje reklamu, architekturu, průmysl, módu), Ilustrativní / digitální umění, Reportáž / fotožurnalismus, Příroda / krajina a wildlife.
Za Českou republiku v historicky prvním ročníku soutěže (WPC 2014) vyhlášeném v r. 2013, se finalistou a následně držitelem stříbrné medaile stal Miloš Fic v kategorii Reportáž. V ročníku WPC 2015 se finalistou a držitelem 4. místa stal Otakar Metlička v kategorii Krajina/Wildlife a finalistou a držitelem 7. místa se stal Miloš Fic v kategorii Reportáž. V roce 2015 získal tým České republiky Top 10 Team Certificate za 9. místo v celkovém hodnocení. V ročníku WPC 2016 se finalistou a následně držitelem bronzové medaile stal Otakar Metlička v kategorii Krajina/Wildlife a finalistou a držitelem 6. místa se stal Václav Sojka v kategorii Krajina/Wildlife. V roce 2016 získal tým České republiky Top 10 Team Certificate za 10. místo v celkovém hodnocení. V roce 2017 se finalisty soutěže stali Oldřich Bubák a Miloš Fic, oba v kategorii Reportage/Photojournalism. Oldřich Bubák následně získal v japonské Yokohamě bronzovou medaili. V roce 2018 byla fotografie Ladislava Kamaráda zastoupena ve výběru 10 nejlepších fotografií v kategorii Nature. Autor získal také národní cenu (Nation Awards / Best of Team).
Zastoupení České republiky v mezinárodní porotě: Jan Pohribný (2017), Zdeněk Lhoták (2018).
Kapitánem českého týmu je od založení soutěže v roce 2013 Marian Beneš.

## FEP European Professional Photographer of the Year Awards
Mezinárodní soutěž o nejlepšího profesionálního fotografa v Evropě sestává z 9 kategorií: Commercial, Fashion, Sports, Reportage/Photojournalism, Illustration/Digital Art/Fine Art, Wedding, Portrait, Landscape, Wildlife. Speciální kategorií je Student and Young Photographers.
Ocenění autoři z České republiky
- 2010 Karel Beneš, Jiří Stránský
- 2011 Ondřej Prosický, Jiří Stránský
- 2012 Marian Beneš, Eliška Fischerová, Jiří Jiroutek, Roman Slavík, Václav Sojka, Jiří Stránský, Radek Štandera, Romana Wyllie
- 2014 Marian Beneš, Václav Sojka, Jan Škop
- 2015 Roman Slavík
- 2016 Miloš Fic, Marek Musil
- 2017 Patrik Bartuška, Hiep Duong Chi, Rastislav Marguš
- 2018 Patrik Bartuška, Michal Dobeš, Ladislav Kamarád, Rastislav Marguš, Ondřej Prosický, Roman Slavík, Jan Šmíd

Zastoupení České republiky v mezinárodní porotě: Marian Beneš (2009, 2017), Miloš Fic (2018).

## FEP Emerging Talent Award
Od roku 2013 vyhlašuje Federace evropských fotografů soutěž pro mladé fotografy FEP Emerging Talent Award (FETA). Soutěž je určena pro studenty posledních ročníků fotografických škol a má za úkol upozornit na mimořádné talenty, kteří vstupují do profesního života a ze kterých se stávají profesionálové.
Naši studenti získali tato ocenění: 2016 Martin Vočadlo, čestné uznání, 2015 Lenka Bukačová, čestné uznání, 2014 Marek Štim, celkový vítěz, 2013 Anna Rasmussen, celková vítězka; Patricie Behenská, čestné uznání; Pavlína Soukupová, čestné uznání.
Ocenění studenti jsou z ateliérů prof. Mgr. Miroslava Vojtěchovského, QEP a MgA. Mariana Beneše, Ph.D., QEP.